# Сипягин, Дмитрий Сергеевич
Дми́трий Серге́евич Сипя́гин (8 марта [20 марта] 1853, Киев — 2 апреля [15 апреля] 1902, Петербург) — русский государственный деятель, министр внутренних дел в 1899—1902 годах, егермейстер Двора Его Императорского Величества (06.12.1894). Внук генерала Н. М. Сипягина, прославившегося во время Отечественной войны.

## Биография
Происходил из старинного дворянского рода Сипягиных. Отец Сергей Николаевич Сипягин (1826—1856), армейский штабс-капитан, скончался ещё молодым во время эпидемии тифа в Одессе. Мать — Дарья Порфирьевна, урождённая Красовская (1835—1877), вступила во второй брак с егермейстером князем Василием Васильевичем Мещерским (1830—1880). Сестра Александра (1854—1928) была замужем за адмиралом Ф. В. Дубасовым.
Окончил со степенью кандидата прав Петербургский университет (1876). С 1878 года неоднократно избирался почётным мировым судьёй Волоколамского округа; с 1881 года — предводитель дворянства Волоколамского уезда, участвуя по этому званию в процессе семнадцати, а в с 1884 года — московский губернский предводитель дворянства. В 1888 году — курляндский, в 1891—1893 годах — московский губернатор. В 1893 году — товарищ министра государственных имуществ, с 1 января 1894 года — товарищ министра внутренних дел, с 25 марта 1895 года — главноуправляющий Канцелярией Его Императорского Величества по принятию прошений, на Высочайшее Имя приносимых. С 20 октября 1899 управляющий министерством, с 26 февраля 1900 министр внутренних дел. Был инициатором созыва «Особого совещания о нуждах сельскохозяйственной промышленности» (1902).

### Убийство Сипягина
Министр внутренних дел Дмитрий Сипягин был убит 2 (15) апреля 1902 года, в час дня. Ему был вынесен «смертный приговор», и приговор этот привёл в исполнение Степан Балмашёв, член боевой организации эсеров, явившийся в помещение Государственного совета в офицерской форме якобы с пакетом от великого князя Сергея Александровича на имя Сипягина. Когда Сипягин взял пакет в руки, Балмашёв произвёл пять выстрелов, от которых Сипягин через час скончался. Похоронен на Тихвинском кладбище Александро-Невской лавры в Санкт-Петербурге.

## В воспоминаниях современников
Н. А. Вельяминов (хорошо знавший Сипягина высокопоставленный врач, на его руках Сипягин умер): «Сипягин был человек далеко не выдающегося ума и был не государственный человек; он был не лишён великорусской хитрости, царедворства и соответственной этому фальши и неправдивости, но его политические и религиозные принципы делали его человеком цельным, убеждённым и в общем честным. Революционеры хорошо знали, кого они убивают, избирая свою жертву из числа приближённых Императора Николая II. Россия потеряла в Сипягине мало, но Государь потерял в нём очень много — истинного, верного и действительно преданного слугу. Сипягин принадлежал к тому типу людей, кои были так нужны Государю Николаю Александровичу и коих вокруг него почти не было».
С. Е. Крыжановский, служивший при Д.С. Сипягине чиновником особых поручений, а затем вице-директором департамента, в своих воспоминаниях отмечал: «Вопреки ходившим рассказам и анекдотам, рисовавшим его лентяем, кутилой, пустым и бездельным, и даже глупым человеком, Сипягин был, по крайней мере за время своего министерства, на редкость усердным и внимательным работником. Надо думать, что и раньше он много работал, так как в приемах сказывалась прочная привычка к труду и уменье распределять время. Он крайне добросовестно занимался, всюду и во всем стараясь вникнуть в дело и дойти до корня. Труда и здоровья он не жалел. Просиживая до глубокой ночи за письменным столом, он рано утром был уже на ногах, позволяя себе лишний час сна только по воскресеньям. От природы он обладал большим запасом здравого смысла и способностью легко разбираться в обстановке, но образование его было очень поверхностное, и отвлеченная или непривычная мысль давалась ему с трудом. В стараниях понять он хмурился, затылок краснел, к лицу приливала кровь, казалось, он сердится; видно было, что мысли как тяжелые жерновы, вращаются в голове. Но вот кровь сбегала, лицо прояснялось - он понял и потом уже твердо держал нить мысли»; «Это был прямой потомок той московской знати, полурусской, полутатарской, крепок и телом и духом, и твердой вере и в преданности царю. Это был последний боярин старой Московской Руси».

## Семья
Жена (с 5.10.1894) — княжна Александра Павловна Вяземская (1851—1929), фрейлина, дочь сенатора и коллекционера П. П. Вяземского, владелица имения Никульское. Ее сестра Екатерина Павловна была женой графа С.Д.Шереметева, которому Сипягин приходился свояком. По словам современника, в молодости княжна «была очень крупной, красивой и породистой девушкой, на английский лад воспитанной и одетой, державшаяся по-мужски, очень просто и свободно, она производила чарующее впечатление действительно великосветской барышни и поражала своей удивительной английской выдержкой». Венчание 41-летнего Сипягина и его 43-летней невесты, известной в большом свете под именем Ары Вяземской, состоялось в домовой церкви в усадьбе графа Шереметева — Михайловское. Брак был бездетным. Спасаясь от революции, в 1919 году Александра Сипягина и её подруга Мария Николаевна Кристи (вдова Г. И. Кристи) уехали в Бессарабию. В 1929 году, будучи в параличе, Сипягина погибла при пожаре в кишиневской квартире, где жила.

## Награды
- Орден Святого Станислава 2-й степени (01.01.1880)
- Орден Святого Владимира 3-й степени (01.01.1889)
- Орден Святого Станислава 1-й степени (01.01.1892)
- Орден Святой Анны 1-й степени (14.05.1896)
- Орден Святого Владимира 2-й степени (01.01.1900)

Иностранные:
- Бухарский орден Золотой звезды 1-й степени (1893)
- Прусский орден Короны 1-й степени (1897)
- Французский орден Почётного легиона, большой офицерский крест (1897)
- Сербский орден Белого орла 1-й степени (1901)
- Французский орден Почётного легиона, большой крест (1901)
- Турецкий орден Османие 1-й степени (1902)
- Орден Короны государства Бухары с алмазами (1902)